# 名護市立久辺中学校
名護市立久辺中学校（なごしりつ くべちゅうがっこう）は、沖縄県名護市にある市立中学校。

## 通学区域
久辺小学校